# 6483 Nikolajvasilʹev
6483 Nikolajvasilʹev eller 1990 EO4 är en asteroid i huvudbältet som upptäcktes den 2 mars 1990 av den belgiske astronomen Eric W. Elst vid La Silla-observatoriet. Den är uppkallad efter ryssen Nikolaj Vasilʹev.
Asteroiden har en diameter på ungefär 4 kilometer och den tillhör asteroidgruppen Astraea.